# البحث عن هتلر
البحث عن هتلر (صيد هتلر) وثائقي لقناة التاريخ التلفزيونية مبني على فرضية أن أدولف هتلر هرب من قبو الفوهرر في برلين في نهاية الحرب العالمية الثانية. تم انتاج الوثائقي بعد رفع السرية عن وثائق مكتب التحقيقات الفيدرالي التي تستكشف ما إذا كان هتلر قد نجا من الموت في برلين. حيث يُعتقد على نطاق واسع أنه توفي عام 1945.  يبحث التقرير عن كيف هرب هتلر. والى اين ذهب. وفرضية وجود رايخ الرابع في امريكا الاتينية.  استمر الوثائقي لمدة ثلاثة مواسم بين عامي 2015 و 2018. تلاه عرض خاص لمدة ساعتين في عام 2020. 